# Stagnation
«Stagnation» («estancamiento», del latín stagnatio, congestión) es una canción del grupo de rock progresivo inglés Genesis. Aparece originalmente en su segundo álbum Trespass del año 1970.
La letra de esta canción trata acerca de las consecuencias de una guerra nuclear. Léase lo siguiente al comienzo de las letras de la canción en la versión original del álbum: «Para Thomas S. Eiselberg, un hombre muy rico, que fue lo suficientemente astuto como para gastar toda su fortuna enterrándose muchas millas bajo el suelo. Como el único miembro sobreviviente de la raza humana, heredó el mundo.»
Muchas teorías y conjeturas que han expuesto algunos fanes del grupo dicen que gran parte del material de Genesis trata acerca de la guerra nuclear. Una teoría algo extrema explica que el álbum Invisible Touch es un álbum conceptual acerca de la guerra nuclear.
Stagnation es la única canción que la banda ha dicho que era específicamente sobre un tema de la guerra nuclear, apareciendo nuevamente el tema en la canción «Domino» del año 1986, cuyas letras fueron escritas por Tony Banks, aunque mucho más cínica y en un contexto totalmente diferente.
La canción recién aparece grabada en vivo en el año 1998, en el álbum 'Genesis Archive 1967-75, con Peter Gabriel en las voces y pertenece a una grabación de la BBC del año 1971. Además la canción se caracteriza por una parte musical cerca del final de la misma, la cual es interpretada en el «Old Medley» que la banda realizara durante su gira de We Can't Dance en el año 1992.